# Sprachen Kameruns

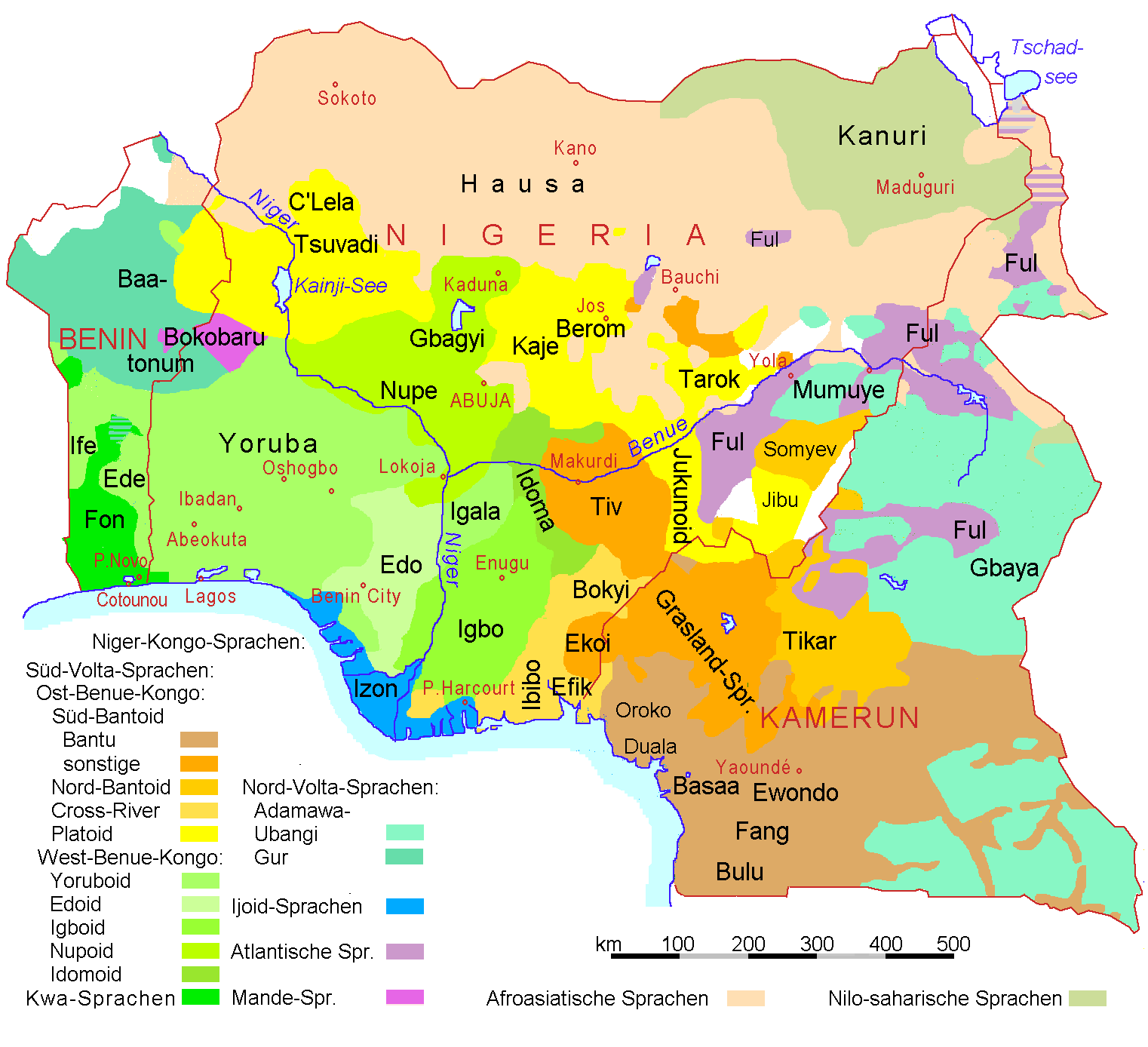
Verteilung der Sprachen in Kamerun (rechts)

Kamerun ist die Heimat von über 230 nationalen Sprachen. 
Dies sind 55 afro-asiatische Sprachen, zwei nilosaharanische Sprachen und 173 Niger-Kongo-Sprachen. Die Niger-Kongo-Sprachen werden unterteilt in eine Westatlantische Sprache, 32 Adamaua-Ubangi-Sprachen und 142 Benue-Kongo-Sprachen. Innerhalb der Benue-Kongo-Sprachen wiederum sind 130 Bantusprachen (etwa 40 % der Gesamtbevölkerung). Die Hauptsprachen des Nordens sind die westatlantische Sprache Fulfulde, die saharanische Sprache Kanuri, die Kotoko-Sprachen und Schuwa-Arabisch, im Süden vor allem Bantusprachen (Duala, Basaa, Kpe-Mboko, Malimba-Yasa, Makaa, Njem, Ndsimu, Ngoumba, Kounabémbé und verschiedene Beti-Fang-Dialekte, darunter Ewondo, Bulu und Fang). Über 20 % sprechen sudanische und Azande-Sprachen. Der Rest der Bevölkerung, im Grasland Westkameruns, spricht die Sprachen der Semibantu wie z. B. Ngemba. 

## Amtssprachen

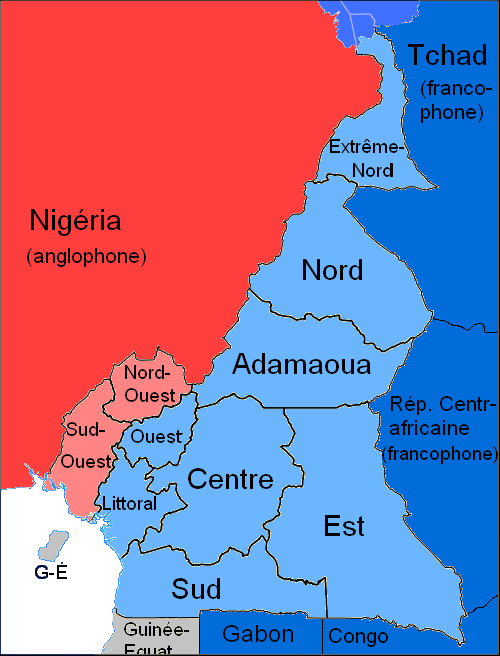
Verteilung der Amtssprachen in Kamerun.

Französisch und Englisch sind die einzigen Amtssprachen des Landes, ein Erbe der Geschichte Kameruns als Mandatsgebiet sowohl des Vereinigten Königreichs als auch Frankreichs, von 1916 bis 1960. Von 1884 bis 1916 war Kamerun eine deutsche Kolonie, wobei die Zahl der Deutschsprachigen durch die englische und französische Herrschaft ab 1916 stetig verringert wurde. Zeitweise gab es weniger als 25.000 Sprecher der deutschen Sprache. In Kamerun sprechen mittlerweile mindestens 300.000 Menschen (Stand: 2010) Deutsch als Fremdsprache. An den Universitäten wird Deutsch als Studienfach angeboten. Deutsch hat als Fremdsprache einen hohen Stellenwert und wird an fast jeder höheren Schule gelehrt. Muttersprachler des Deutschen gibt es kaum noch. Im Grenzgebiet zu Äquatorialguinea wird zudem immer öfter Spanisch gesprochen.
Die Regierung der neuen Nation Kamerun strebte seit der Unabhängigkeit den Bilingualismus an: Ein kleiner Anteil der Bevölkerung spricht sowohl Englisch als auch Französisch, viele sprechen aber auch heute noch ausschließlich ihre afrikanische Muttersprache. Es wurden mehrere zweisprachige Schulen etabliert, um das Unterrichten beider Sprachen stärker zu forcieren. Kamerun ist sowohl ein Mitglied der Frankophonie, als auch des Commonwealth of Nations.

## Verkehrssprachen
Die meisten Einwohner des ehemals britischen Mandatsgebietes Südkameruns, also Nordwest- und Südwestprovinzen sprechen Cameroonian Pidgin English als lingua franca. Fulfulde hat dieselbe Funktion im Norden, und die Bantusprache Ewondo hat Einfluss in vielen Gebieten der Zentrums-, der Süd- und der Ostprovinzen.
Camfranglais (oder Frananglais) ist eine relativ neue Pidginsprache, welche sich  in den großen Städten und anderen Zusammenhängen entwickelt hat, wo Anglophone und Frankophone sich treffen und interagieren. Bekannte Sänger haben diese Hybridsprache verwendet und zu ihrer Popularität verholfen. Europäische Einflüsse sind in verschiedenen Sprachen nachweisbar. „Break“ bezeichnet z. B. in Ngemba Brot, Fara in Ewondo den Pfarrer, „Karl“ in Bassa den französischen Vornamen Charles.

## Situation der Landessprachen
Es gibt kaum Literatur und Fernsehprogramme, jedoch einige Radioausstrahlungen in den einheimischen kamerunischen Landessprachen. Dennoch haben eine große Zahl von kamerunischen Sprachen Schriften, Alphabete oder andere Schreibsysteme – viele entwickelt von der Gruppe SIL International, welche die Bibel, christliche Hymnen und andere Materialien in die indigenen Sprachen übersetzt haben. Das Allgemeine Alphabet der kamerunischen Sprachen wurde in den 1970er Jahren als ein orthografisches System für alle kamerunischen Sprachen entwickelt.
Sultan Ibrahim Njoya entwickelte die Bamun-Schrift für die Bamun-Sprache.

## Belege
1. ↑  Neba, Seite 65.
2. ↑  Deutsch für die Zukunft. In: dw.de. 29. November 2010, abgerufen am 18. Februar 2024.
3. ↑  DeLancey und DeLancey, Seite 51.
4. ↑  DeLancey und DeLancey, Seite 220.
5. 1 2  DeLancey und DeLancey, Seite 192.
6. ↑  DeLancey und DeLancey, Seite 131.